# 피에르에티엔 플랑댕
피에르에티엔 플랑댕(프랑스어: Pierre-Étienne Flandin, 프랑스어: [pjɛʁ etjɛn flɑ̃dɛ̃], 1889년 4월 12일~1958년 6월 13일)은 프랑스 제3공화국의 보수주의 정치인이다. 민주공화동맹(ARD) 대표와 프랑스 총리 (1934년~1935년)를 지냈다.

## 생애
1889년 4월 12일 파리에서 태어났다. 제1차 세계 대전 중 군용 비행사였던 플랑댕은 전간기 시절 여러 장관직을 거쳤다. 내각 경력은 1924년 프레데리크 프랑수아마르살 내각에서 상업부장관으로 임명된 것이었으나 임기는 5일에 불과하였고, 1931년과 1932년 앙드레 타르디외 내각에서 상공부 장관으로 다시 임명되었다. 중간에는 피에르 라발 내각에서 재무장관으로 임명되었으며, 1934년 2월 6일~11월 8일에는 제2차 가스통 두메르그 내각에서 공공사업부 장관을 지냈다.
1934년 11월 45세의 나이로 프랑스 총리가 되었으며 이는 프랑스 역사상 가장 젊은 나이의 총리였다. 그러나 불과 7개월 뒤인 1935년 6월 총리직에서 물러났다. 총리 재임 동안 프랑스는 여러 중대한 외교조약을 체결하였는데 프랑스-이탈리아 협정, 스트레사 전선, 프랑스-소련 상호 원조 조약 등이 대표적이다.
1936년 3월 7일 독일의 아돌프 히틀러가 라인란트의 재점령을 위해 국방군을 동원하는 사태가 벌어질 당시 플랑댕은 프랑스 외무부 장관을 역임하고 있었다. 플랑댕은 강경 대응에 나서고자 하였으나 영국의 협조 없이 단독 행동은 불가능한 상황이었다. 이어지는 뮌헨 위기에서 독일에 대한 유화 정책을 지지한 것은 플랑댕의 경력에 타격을 입힌 판단으로 평가된다.
제2차 세계 대전이 발발한 후인 1940년 12월 13일, 비시 프랑스의 국가원수 필리프 페탱이 피에르 라발의 후임으로 외무부 장관 겸 부총리로 임명하였다. 그러나 취임 두 달 만인 1941년 1월 프랑수아 다를랑으로 교체되었다.
1944년 프랑스 해방이 이뤄진 뒤, 플랑댕은 반역 혐의로 재판에 회부되었으나 고등법원에서 무죄를 선고했다. 대신 국가에 불충했다는 사유로 5년 징역형을 선고받았으나, 이 역시 전시 중 레지스탕스를 도운 공로로 감형되었다. 1958년 6월 13일 생장카프페라에서 사망했다.
프랑스 부르고뉴 아발롱시에는 그의 이름을 딴 거리가 있었으나, 2017년 5월 테러로 희생된 영국 국회의원 조 콕스를 기리는 거리명으로 바뀌었다.

## 플랑댕 내각
다음은 플랑댕 내각 (1934년 11월 8일~1935년 6월 1일)의 장관 목록이다.
- 피에르 에티엔 플랑댕 – 내각의장
- 조르주 페르노 – 내각부의장 겸 법무부 장관
- 피에르 라발 – 외무부 장관
- 루이 모랭 – 국방부 장관
- 마르셀 레니에 – 내무부 장관
- 루이 제르맹마르탱 – 재무부 장관
- 폴 자키에 – 노동부 장관
- 프랑수아 피에트리 – 해군부 장관
- 윌리앙 베르트랑 – 상선부 장관
- 빅토르 드넹 – 항공부 장관
- 앙드레 말라르메 – 국민교육부 장관
- 조르주 리볼레 – 연금부 장관
- 에밀 카세 – 농업부 장관
- 루이 롤랭 – 식민지부 장관
- 앙리 루아 – 공공사업부 장관
- 앙리 쾨이유 – 공중보건·체육부 장관
- 조르주 망델 – 우편·전신·전화부 장관
- 폴 마르샹도 – 상공부 장관
- 에두아르 에리오 – 국무장관
- 루이 마랭 – 국무장관